# Championnat de Belgique masculin de handball de deuxième division 2005-2006
Navigation
Division 1 2004-2005 Division 1 2006-2007
La saison 2005-2006 du Championnat de Belgique masculin de handball de deuxième division, alors appelé Division 1, est la 43e saison de la deuxième plus haute division masculine de handball en Belgique.
Cette édition est remportée par le KTSV Eupen 1889 qui remonte au sein de l'élite, 8 ans après l'avoir quitté. Son dauphin, le Kreasa HB Houthalen est lui aussi promu, 17 après avoir quitté le haut niveau. Ces deux clubs remplaceront le HC Visé BM et le HC Herstal/Ans qui descendent en Division 1.
Enfin, le KV Sasja HC Hoboken II et le CSV Charleroi sont relégués et sont remplacés la saison suivante par le STHV Juventus Melveren et la Jeunesse Jemeppe. Cette relégation est fatale pour le CSV Charleroi qui décide de mettre fin à ses activités.

## Participants
| Club                    | Matricule | Classement 2004-2005 | Localisation         | Entraîneur                         | Salle                       |
| ----------------------- | --------- | -------------------- | -------------------- | ---------------------------------- | --------------------------- |
| Achilles Bocholt        | 395       | 10e de DH            | Bocholt              | Ryszard Wilanowski Dieter Lennartz | ?                           |
| CSV Charleroi           | 110       | 11e de DH            | Charleroi            | Maurice Di Giacomo André Wauters   | Complexe Sportif de Ransart |
| Technico Turnhout       | 160       | 4e                   | Turnhout             | ?                                  | ?                           |
| HV Uilenspiegel Wilrijk | 014       | 4e                   | Anvers               | ?                                  |                             |
| Kreasa HB Houthalen     | 154       | 5e                   | Houthalen-Helchteren | ?                                  | ?                           |
| HBC Izegem              | 301       | 6e                   | Izegem               | ?                                  | ?                           |
| HC DB Gent              | 182       | 7e                   | Gand                 | ?                                  | ?                           |
| HK Waasmunster          | 357       | 8e                   | Waasmunster          | ?                                  | ?                           |
| HC Raeren 76            | 195       | 9e                   | Raeren               | / Mariusz Kedziora                 | ?                           |
| KTSV Eupen 1889         | 005       | 10e                  | Eupen                | ?                                  | Sportzentrum d'Eupen        |
| Apolloon Kortrijk       | 198       | 1er de D2            | Courtrai             | ?                                  | ?                           |
| KV Sasja HC Hoboken II  | 191       | 3e des Barrages B    | Anvers               | ?                                  | ?                           |

### Localisation
| \| HC Raeren 76 HK Waasmunster KTSV Eupen Achilles Bocholt Kreasa HB Houthalen CSV Charleroi HC DB Gent Wilrijk KV Sasja II Turnhout Kortrijk HBC Izegem \| Localisation des clubs engagés dans le champioennat |
| HC Raeren 76 HK Waasmunster KTSV Eupen Achilles Bocholt Kreasa HB Houthalen CSV Charleroi HC DB Gent Wilrijk KV Sasja II Turnhout Kortrijk HBC Izegem                                                           |

Nombre d'équipes par Province
| # | Province                      | Nombre | Équipe(s)                                                          |
| - | ----------------------------- | ------ | ------------------------------------------------------------------ |
| 1 | Province d'Anvers             | 2      | HV Uilenspiegel Wilrijk, Technico Turnhout, KV Sasja HC Hoboken II |
| 2 | Province de Liège             | 2      | HC Raeren 76, KTSV Eupen 1889                                      |
| 2 | Province de Limbourg          | 2      | Kreasa HB Houthalen, Achilles Bocholt                              |
| 2 | Province de Flandre-Orientale | 2      | HK Waasmunster, HC DB Gent                                         |
| 2 | Province de Flandre-Orientale | 2      | HBC Izegem, Apolloon Kortrijk                                      |
| 3 | Province de Hainaut           | 1      | CSV Charleroi                                                      |

## Organisation du championnat
La saison régulière est disputée par 12 équipes jouant chacune l'une contre l'autre à deux reprises selon le principe des phases aller et retour. Une victoire rapporte 2 points, une égalité, 1 point et une défaite 0 point.
Après la saison régulière, l'équipe terminant première du championnat sera promue la saison suivante en Division d'Honneur et remplacera l'équipe ayant terminée dernière de la phase classique de Division d'Honneur. Son dauphin devra quant à lui disputer les barrages pour pouvoir prétendre à évoluer en Division d'Honneur la saison prochaine, ces barrages consiste en un nouveau championnat avec le septième, huitième et neuvième de la phase classique de la saison régulière de Division d'Honneur et donc le second de la Division 1.
Pour ce qui des relégations, la dernière équipe du classement est d'office relégué en Division 2 et sera remplacé la saison prochaine par le champion de Division 2 de cette saison. Les équipes classés à la 10e et 11e disputeront les barrages contre les deuxième et troisième de Division 2 de cette saison.

## Compétition

### Saison régulière

#### Classement
|    | Équipe                  | Pts | J  | G  | N | P  | Bp  | Bc  | Diff |
| -- | ----------------------- | --- | -- | -- | - | -- | --- | --- | ---- |
| 1  | KTSV Eupen 1889         | 38  | 22 | 19 | 0 | 3  | 722 | 675 | 47   |
| 2  | Kreasa HB Houthalen     | 31  | 22 | 15 | 1 | 6  | 676 | 566 | 110  |
| 3  | HC DB Gent              | 30  | 22 | 14 | 2 | 6  | 569 | 542 | 27   |
| 4  | HC Raeren 76            | 29  | 22 | 13 | 3 | 6  | 707 | 631 | 76   |
| 5  | Achilles Bocholt        | 26  | 22 | 11 | 4 | 7  | 659 | 616 | 43   |
| 6  | Apolloon Kortrijk       | 25  | 22 | 11 | 3 | 8  | 601 | 568 | 33   |
| 7  | HBC Izegem              | 22  | 22 | 10 | 2 | 10 | 603 | 591 | 12   |
| 8  | Technico Turnhout       | 18  | 22 | 8  | 2 | 12 | 568 | 583 | -15  |
| 9  | HK Waasmunster          | 16  | 22 | 7  | 2 | 13 | 527 | 554 | -27  |
| 10 | HV Uilenspiegel Wilrijk | 14  | 22 | 7  | 0 | 15 | 588 | 636 | -48  |
| 11 | CSV Charleroi           | 8   | 22 | 4  | 0 | 18 | 565 | 702 | -137 |
| 12 | KV Sasja HC Hoboken II  | 7   | 22 | 2  | 3 | 17 | 528 | 649 | -121 |

|                 | Champion et promu en Division d'Honneur          |
|                 | Qualifié pour les Barrages A                     |
|                 | Reversé en Barrage B                             |
|                 | Relégué en Division 2                            |
| en augmentation | Promu de Division 2 en début de saison           |
| en diminution   | Relégué de Division d'Honneur en début de saison |

##### Évolution du classement
- Leader du classement

| RAE | GEN | KTSV | KTSV | KTSV | HC DB Gent | HC DB Gent | HC DB Gent | HC DB Gent | KTSV Eupen 1889 | KTSV Eupen 1889 | KTSV Eupen 1889 | KTSV Eupen 1889 | KTSV Eupen 1889 | KTSV Eupen 1889 | KTSV Eupen 1889 | KTSV Eupen 1889 | KTSV Eupen 1889 | KTSV Eupen 1889 | KTSV Eupen 1889 | KTSV Eupen 1889 | KTSV Eupen 1889 | KTSV Eupen 1889 | KTSV Eupen 1889 | KTSV Eupen 1889 |  |  |  |  |  |
|     |     |      |      |      |            |            |            |            |                 |                 |                 |                 |                 |                 |                 |                 |                 |                 |                 |                 |                 |                 |                 |                 |  |  |  |  |  |
| 01  | 02  | 03   | 04   | 05   | 06         | 07         | 08         | 09         | 10              | 11              | 12              | 13              | 14              | 15              | 16              | 17              | 18              | 19              | 20              | 21              | 22              |                 |                 |                 |  |  |  |  |  |

- Journée par journée

| Club                    | 1  | 2  | 3  | 4  | 5  | 6  | 7  | 8  | 9  | 10 | 11 | 12 | 13 | 14 | 15 | 16 | 17 | 18 | 19 | 20 | 21 | 22 |
| ----------------------- | -- | -- | -- | -- | -- | -- | -- | -- | -- | -- | -- | -- | -- | -- | -- | -- | -- | -- | -- | -- | -- | -- |
| HC Raeren 76            | 1  | 3  | 3  | 3  | 3  | 3  | 3  | 4  | 4  | 4  | 4  | 3  | 4  | 4  | 4  | 4  | 4  | 4  | 4  | 4  | 4  | 4  |
| Achilles Bocholt        | 10 | 10 | 10 | 11 | 10 | 7  | 7  | 7  | 7  | 7  | 7  | 6  | 6  | 5  | 7  | 5  | 5  | 6  | 6  | 6  | 6  | 5  |
| HV Uilenspiegel Wilrijk | 3  | 4  | 8  | 7  | 8  | 9  | 9  | 10 | 10 | 9  | 10 | 10 | 10 | 10 | 10 | 10 | 10 | 10 | 10 | 10 | 10 | 10 |
| Apolloon Kortrijk       | 6  | 7  | 7  | 8  | 6  | 6  | 6  | 5  | 6  | 6  | 5  | 5  | 5  | 7  | 6  | 7  | 7  | 5  | 5  | 5  | 5  | 6  |
| HC DB Gent              | 4  | 1  | 2  | 2  | 2  | 1  | 1  | 1  | 1  | 2  | 2  | 2  | 2  | 2  | 2  | 2  | 2  | 2  | 2  | 2  | 2  | 3  |
| Technico Turnhout       | 8  | 11 | 11 | 10 | 9  | 10 | 10 | 8  | 8  | 8  | 8  | 9  | 9  | 9  | 9  | 8  | 8  | 8  | 8  | 8  | 8  | 8  |
| CSV Charleroi           | 12 | 12 | 12 | 12 | 12 | 12 | 12 | 12 | 12 | 12 | 12 | 12 | 12 | 12 | 12 | 11 | 11 | 12 | 12 | 11 | 11 | 11 |
| HK Waasmunster          | 9  | 8  | 5  | 6  | 7  | 8  | 8  | 9  | 9  | 10 | 9  | 8  | 8  | 8  | 8  | 9  | 9  | 9  | 9  | 9  | 9  | 9  |
| Kreasa HB Houthalen     | 7  | 6  | 4  | 5  | 5  | 4  | 4  | 3  | 3  | 3  | 3  | 4  | 3  | 3  | 3  | 3  | 3  | 3  | 3  | 3  | 3  | 2  |
| HBC Izegem              | 2  | 5  | 6  | 4  | 4  | 5  | 5  | 6  | 5  | 5  | 6  | 7  | 7  | 6  | 5  | 6  | 6  | 7  | 7  | 7  | 7  | 7  |
| KV Sasja HC Hoboken II  | 11 | 9  | 9  | 9  | 11 | 11 | 11 | 11 | 11 | 11 | 11 | 11 | 11 | 11 | 11 | 12 | 12 | 11 | 11 | 12 | 12 | 12 |
| KTSV Eupen 1889         | 5  | 2  | 1  | 1  | 1  | 2  | 2  | 2  | 2  | 1  | 1  | 1  | 1  | 1  | 1  | 1  | 1  | 1  | 1  | 1  | 1  | 1  |

#### Matchs
Les résultats de cette édition sont issus d'archives des différentes presses écrites belges,,,,,,,,,,,,,,,,,,,,,
| Résultats (dom.\ext.)                                      | ABO   | UIL   | RAE   | AKO   | GEN   | TUR   | CSV   | WAA   | KHO   | IZE   | KVS   | KTSV  |
| Achilles Bocholt                                           |       | 32-19 | 25-31 | 27-26 | 24-24 | 29-28 | 39-23 | 30-24 | 33-30 | 38-30 | 35-31 | 39-31 |
| HV Uilenspiegel Wilrijk                                    | 28-27 |       | 29-39 | 28-27 | 32-25 | 35-33 | 44-32 | 27-29 | 27-30 | 17-24 | 25-28 | 26-32 |
| HC Raeren 76                                               | 36-35 | 29-28 |       | 35-31 | 28-30 | 35-21 | 43-23 | 33-31 | 26-26 | 32-29 | 42-20 | 35-42 |
| Apolloon Kortrijk                                          | 29-29 | 29-21 | 32-32 |       | 25-25 | 27-26 | 25-15 | 30-21 | 33-32 | 29-28 | 34-14 | 33-35 |
| HC DB Gent                                                 | 27-26 | 22-18 | 31-29 | 24-23 |       | 26-22 | 31-24 | 19-23 | 26-21 | 20-17 | 27-19 | 34-26 |
| Technico Turnhout                                          | 28-28 | 24-20 | 30-25 | 23-24 | 22-26 |       | 39-32 | 24-16 | 17-20 | 30-23 | 24-21 | 31-36 |
| CSV Charleroi                                              | 27-31 | 31-34 | 33-46 | 32-19 | 28-26 | 22-27 |       | 25-21 | 24-38 | 17-30 | 25-28 | 26-35 |
| HK Waasmunster                                             | 22-22 | 28-22 | 23-29 | 21-24 | 24-26 | 17-19 | 28-19 |       | 25-28 | 29-24 | 24-24 | 23-26 |
| Kreasa HB Houthalen                                        | 36-24 | 32-24 | 33-22 | 25-19 | 32-23 | 31-23 | 32-25 | 30-17 |       | 38-27 | 32-23 | 27-28 |
| HBC Izegem                                                 | 31-25 | 26-22 | 28-28 | 24-23 | 24-19 | 31-21 | 29-25 | 20-28 | 40-32 |       | 23-21 | 33-34 |
| KV Sasja HC Hoboken II                                     | 24-32 | 24-30 | 24-26 | 19-24 | 21-27 | 24-24 | 26-29 | 23-30 | 20-34 | 26-26 |       | 29-32 |
| KTSV Eupen 1889                                            | 31-29 | 33-32 | 27-26 | 32-34 | 34-31 | 35-32 | 31-28 | 30-23 | 40-37 | 33-32 | 39-35 |       |
| - Victoire à domicile - Match nul - Victoire à l'extérieur |       |       |       |       |       |       |       |       |       |       |       |       |

#### Champion
| Champion de Belgique masculin de handball de Division 1 2005-2006 Königliche Tradition Sportverein Eupen 1889 VOG ? |

### Barrages B
Les barrages pour l'accession à la Première division nationale, deuxième échelon dans la hiérarchie du handball belge, correspond à ce qu'on appelle les Barrages B. Ce mini championnat regroupe les 10e et 11e de Division 1 ainsi que les 2e et 3e de Division 2 (A noter que l'Olse Merksem HC, troisième, ne participe pas aux barrages et laisse sa place au quatrième, le HC Overpelt). Les deux premières places sont qualifiables pour la compétition de Division 1 la saison suivante.

#### Classement
Les résultats de cette édition sont issus d'archives des différentes presses écrites belges.
|   | Équipe                  | Pts | J | G | N | P | Bp  | Bc  | Diff |
| - | ----------------------- | --- | - | - | - | - | --- | --- | ---- |
| 1 | HV Uilenspiegel Wilrijk | 9   | 6 | 4 | 0 | 2 | 183 | 163 | 20   |
| 2 | STHV Juventus Melveren  | 8   | 6 | 4 | 0 | 2 | 173 | 161 | 12   |
| 3 | CSV Charleroi           | 5   | 6 | 2 | 0 | 4 | 165 | 166 | -1   |
| 4 | HC Overpelt             | 4   | 6 | 2 | 0 | 4 | 144 | 179 | -35  |

|                 | Relégation en Division 2                   |
| en augmentation | Issus de la Division 2                     |
| en diminution   | Issus de la saison régulière de Division 1 |

#### Matchs
Les résultats de cette édition sont issus d'archives des différentes presses écrites belges,,,,,
| Résultats (dom.\ext.)                                      | UIL   | MEL   | CSV   | OVE   |
| HV Uilenspiegel Wilrijk                                    |       | 31-26 | 33-24 | 37-26 |
| STHV Juventus Melveren                                     | 30-34 |       | 26-23 | 32-18 |
| CSV Charleroi                                              | 31-27 | 30-31 |       | 32-20 |
| HC Overpelt                                                | 26-25 | 25-28 | 29-25 |       |
| - Victoire à domicile - Match nul - Victoire à l'extérieur |       |       |       |       |

## Bilan

### Classement final
| Rang | Équipe                                                         |
| ---- | -------------------------------------------------------------- |
| 1er  | KTSV Eupen 1889                                                |
| 2e   | Kreasa HB Houthalen                                            |
| 3e   | HC DB Gent                                                     |
| 4e   | HC Raeren 76                                                   |
| 5e   | Achilles Bocholt                                               |
| 6e   | Apolloon Kortrijk                                              |
| 7e   | HBC Izegem                                                     |
| 8e   | Technico Turnhout                                              |
| 9e   | HK Waasmunster                                                 |
| 10e  | HV Uilenspiegel Wilrijk 1er des barrages                       |
| 11e  | CSV Charleroi · 3e des barrages                                |
| 12e  | KV Sasja HC Hoboken II Relégué à l'issue de la phase classique |
| -    | STHV Juventus Melveren 2e des barrages (promu, 2e de D2)       |
| -    | HC Overpelt 4e des barrages (promu, 4e de D2)                  |

|                 | Qualifiés pour la Division d'Honneur       |
|                 | Barragiste promu issu de la Division 2     |
|                 | Barragiste non promu issu de la Division 2 |
|                 | Relégués en Division 2                     |
| en augmentation | Promu de début de saison                   |
| en diminution   | Relégué de début de saison                 |

### Bilan de la saison
| Tableau d'honneur de la saison 2005-2006 |                                         |                            |
| Compétition                              | Vainqueur                               | Commentaire                |
| Championnat de Belgique                  | KTSV Eupen 1889                         | -                          |
| Promotions et relégations                |                                         |                            |
| Promu de Division 2 (D3)                 | Jeunesse Jemeppe STHV Juventus Melveren | 1er (D3) 2e des barrages B |
| Relégation en Division 2 (D3)            | KV Sasja HC Hoboken II                  | 12e de la saison régulière |